# Wolica (powiat miechowski)
Wolica – wieś w Polsce położona w województwie małopolskim, w powiecie miechowskim, w gminie Kozłów.
W latach 1975–1998 miejscowość należała administracyjnie do województwa kieleckiego. Integralna część miejscowości: Narta.